# サミー・バディバンガ
サミー・バディバンガ・ンティタ（フランス語: Samy Badibanga Ntita、1962年9月12日 - ）は、コンゴの政治家。第31代コンゴ民主共和国首相。2018年のコンゴ民主共和国総選挙では、大統領候補として投票にも参加した。

## 初期の経歴と学歴
1962年9月12日、コンゴ共和国のキンシャサ（レオポルドヴィル）に生まれた。1986年にジュネーブのHigher Institute of Human Sciencesを卒業し、その後アントワープのHoge Raad voor Diamant、International Gemological Institute of Antwerpを卒業した。

## 関連
- List of heads of government of the Democratic Republic of the Congo
- Government of the Democratic Republic of the Congo
- Politics of the Democratic Republic of the Congo